# Chapelle de Paijala
La Chapelle de Paijala (en finnois : Paijalan kappeli) est une église moderne située à Tuusula en Finlande.

## Architecture
La nef peut accueillir 125 personnes, la salle du souvenir entre 40 et 60 personnes.
L'orgue est livré par la fabrique d'orgues Veikko Virtanen en 1993.